# 云母坂
云母坂（きららざか）是京都市左京区从修学院的修学院離宮通往比叡山山顶的古道。

## 概要
沿音羽川畔的居民区，经雲母桥爬上山间小路，是浄土真宗祖师親鸞的一座石碑。经过修学院離宮的外缘，继续登山、水飲対陣跡，到达比叡山山頂。自古以来，这是登比叡山最短的路径。由于道路狭窄险峻，现在已少有人使用。